# 森勇介
森 勇介（もり ゆうすけ、1980年7月24日 - ）は、静岡県清水市（現：静岡市清水区）出身の元プロサッカー選手。現役時代のポジションはディフェンダー（サイドバック）。

## 来歴
中学時代は清水エスパルスジュニアユースチームに所属。清水東高校時代は高林佑樹と同級生で同卒業後1999年にヴェルディ川崎（現・東京ヴェルディ）へ入団。
2001年、当時J2のベガルタ仙台へ移籍し、右サイドバックのレギュラーとしてチームのJ1昇格に貢献。だが、警告・退場が多いため2002年のシーズン途中で安藤正裕と入れ替わるかたちで選手登録を抹消され事実上の解雇となった。
その後、京都パープルサンガを経て2005年に川崎フロンターレに移籍。同年11月20日のセレッソ大阪戦ではベンチから審判に向かって暴言を吐いたとして、試合に出場していなかったが退場処分となった。
2007年3月17日の横浜FC戦で、途中交代の際にピッチ際の給水ボトルを蹴飛ばし、2度目の警告を受けて退場となった。翌日には頭を丸刈りにして反省の弁を述べたものの、川崎はこの問題に対し、直後の試合であるAFCチャンピオンズリーグ・バンコク・ユニバーシティ戦のメンバーから外した。
2009年7月11日のアルビレックス新潟戦において、左肘で松下年宏の顔面を打った行為とレッドカードを受けた後の態度・振る舞いが「暴行・脅迫および一般大衆に対する挑発行為」であるとして2試合の出場停止処分を受けた。8月1日、FC東京との多摩川クラシコで前半にマッチアップしていた長友佑都に対して肘打ちをした映像がJリーグアフターゲームショーで取り上げられ、野々村芳和が苦言を呈した。さらに11月3日のナビスコカップ決勝でFC東京と対戦して敗れ準優勝に終わったが、その表彰式において川崎の一部選手が不適切な行動をとったことが問題となった。その際にガムをかみながら表彰式に臨んだ森は特に問題視されたため、チームは1試合の出場停止処分を下した。森自身はこれについて、「負けて呆然としてるときにすぐ表彰台に上がれって言われて、自分でガム噛んでることすら分からないまま上がった」ことが理由だとしている。
2010年5月16日のジュビロ磐田戦では、ボールのないところで朴柱昊を蹴ったことが「乱暴な行為」、審判員の目の届かない場所で当該行為に及んだことが「その他、きわめてスポーツマンらしくない行為」に相当するとされ、2試合の出場停止を受けた。同年9月29日のナビスコカップ準決勝1stレグの磐田戦では、試合開始早々に同じく朴にかなり悪質なタックルを仕掛け、朴は腓骨を骨折し負傷退場となった 12月7日、川崎の公式サイトにて来季の契約を更新しないことが発表された。
2011年、古巣である東京ヴェルディへ11年ぶりに復帰。東京Vでは早速右サイドバックのレギュラーに定着した。
2012年、キャプテンを務めていた小林祐希が磐田に期限付き移籍した後はキャプテンの座を引き継いだ。森自身は「玉突きで自分に回ってきただけ」と述べている。
2014年8月、FC岐阜へ期限付き移籍。
2015年、SC相模原へ完全移籍。6月14日のグルージャ盛岡戦では倒れている相手選手に膝部分を押し付け、右足首付近を踏みつけた行為が「選手に対する暴行・脅迫および一般大衆に対する挑発行為」に相当すると判断されて退場処分となり、史上初のJ1・J2・J3全カテゴリーでの退場経験者となった。さらに、10月4日のレノファ山口FC戦でも肘打ちを行って退場処分となり、8日に残り全6試合の出場停止処分を科された。これによって自身通算14度目の退場処分となり、Jリーグ最多記録を更新した。シーズン終了後、SC相模原を退団。
2016年、沖縄SVに選手兼コーチとして加入。
2018年11月、沖縄SVから退団すると発表された。
現役引退後2020年、東京ヴェルディのジュニアユース部門でコーチを務めた。翌年以降は青山学院大学、帝京大学でコーチを務めた後、2022年現在、ソルティーロ・ファミリア・サッカースクール新豊洲校でコーチを務める。

## 評価
- 2010年4月にはラモス瑠偉がコラムで日本代表に呼んでほしいプレイヤーとして挙げ「今の調子を見たらすごくいいのは、川崎の森」「暴走が心配なら呼んで話をすればいいんですよ」「何でアイツをヴェルディから出しちゃったのか」と評した[26]。
- 2010年限りで川崎での契約が非更新となった理由について、地元紙の神奈川新聞は、森は守備面に課題があり、失点減を目指す来季構想にそぐわないため、と報じた[27]。
- 2011年より東京Vに加入するにあたって、スポーツニッポンは東京V社長の羽生英之が「君にフェアプレー賞を獲らせたい」と森を口説いたと報じた[28]。
- 森自身は現役引退後、自身のプレーについて「本当はダメなこと」と前置きした上で「試合中も冷静にできれば一番いいんですけど、そうできなかった結果」と述懐している。また、「味方選手がやられたときに怒ってやり返してたことも多い」とも述べている。一方で2011年からの東京V在籍時には一度も一発退場がなかったが、これについては「自分がやられたら、自分が行く前に周りが行ってくれるから、自分が逆に冷静になった」結果だと述べている[7]。

## 所属クラブ
ユース経歴
- 1987年 - 1992年 清水FC
- 1993年 - 1995年 清水エスパルスジュニアユース（清水第三中学校）
- 1996年 - 1998年 清水東高等校

プロ経歴
- 1999年 - 2000年  ヴェルディ川崎
- 2001年 - 2002年9月  ベガルタ仙台
- 2002年10月 - 2004年  京都パープルサンガ
- 2005年 - 2010年  川崎フロンターレ
- 2011年 - 2014年  東京ヴェルディ
  - 2014年8月 - 同年12月  FC岐阜（期限付き移籍）
- 2015年  SC相模原
- 2016年 - 2018年  沖縄SV（コーチ兼任）

## 個人成績
| 国内大会個人成績 | 国内大会個人成績 | 国内大会個人成績 | 国内大会個人成績 | 国内大会個人成績 | 国内大会個人成績 | 国内大会個人成績 | 国内大会個人成績 | 国内大会個人成績 | 国内大会個人成績 | 国内大会個人成績 | 国内大会個人成績 |
| 年度             | クラブ           | 背番号           | リーグ           | リーグ戦         | リーグ戦         | リーグ杯         | リーグ杯         | オープン杯       | オープン杯       | 期間通算         | 期間通算         |
| 年度             | クラブ           | 背番号           | リーグ           | 出場             | 得点             | 出場             | 得点             | 出場             | 得点             | 出場             | 得点             |
| 日本             | 日本             | 日本             | 日本             | リーグ戦         | リーグ戦         | リーグ杯         | リーグ杯         | 天皇杯           | 天皇杯           | 期間通算         | 期間通算         |
| ---------------- | ---------------- | ---------------- | ---------------- | ---------------- | ---------------- | ---------------- | ---------------- | ---------------- | ---------------- | ---------------- | ---------------- |
| 1999             | V川崎            | 24               | J1               | 1                | 0                | 0                | 0                | 2                | 0                | 3                | 0                |
| 2000             | V川崎            | 3                | J1               | 5                | 0                | 1                | 0                | 0                | 0                | 6                | 0                |
| 2001             | 仙台             | 18               | J2               | 29               | 1                | 2                | 0                | 0                | 0                | 31               | 1                |
| 2002             | 仙台             | 18               | J1               | 11               | 0                | 4                | 0                | -                | -                | 15               | 0                |
| 2002             | 京都             | 15               | J1               | 1                | 0                | -                | -                | 0                | 0                | 1                | 0                |
| 2003             | 京都             | 29               | J1               | 11               | 0                | 4                | 1                | 0                | 0                | 15               | 1                |
| 2004             | 京都             | 29               | J2               | 18               | 0                | -                | -                | 0                | 0                | 18               | 0                |
| 2005             | 川崎             | 25               | J1               | 3                | 0                | 1                | 0                | 3                | 0                | 7                | 0                |
| 2006             | 川崎             | 19               | J1               | 28               | 0                | 7                | 0                | 2                | 0                | 37               | 0                |
| 2007             | 川崎             | 19               | J1               | 30               | 1                | 5                | 0                | 4                | 2                | 39               | 3                |
| 2008             | 川崎             | 19               | J1               | 17               | 3                | 4                | 0                | 2                | 0                | 23               | 3                |
| 2009             | 川崎             | 19               | J1               | 30               | 0                | 4                | 0                | 1                | 0                | 35               | 0                |
| 2010             | 川崎             | 19               | J1               | 25               | 2                | 4                | 0                | 3                | 0                | 32               | 2                |
| 2011             | 東京V            | 18               | J2               | 30               | 1                | -                | -                | 1                | 0                | 31               | 1                |
| 2012             | 東京V            | 19               | J2               | 39               | 2                | -                | -                | 1                | 0                | 40               | 2                |
| 2013             | 東京V            | 19               | J2               | 38               | 2                | -                | -                | 1                | 0                | 39               | 2                |
| 2014             | 東京V            | 19               | J2               | 5                | 0                | -                | -                | 0                | 0                | 5                | 0                |
| 2014             | 岐阜             | 18               | J2               | 10               | 0                | -                | -                | -                | -                | 10               | 0                |
| 2015             | 相模原           | 19               | J3               | 20               | 0                | -                | -                | -                | -                | 20               | 0                |
| 通算             | 日本             | 日本             | J1               | 162              | 6                | 34               | 1                | 17               | 2                | 213              | 9                |
| 通算             | 日本             | 日本             | J2               | 169              | 6                | 2                | 0                | 3                | 0                | 174              | 6                |
| 通算             | 日本             | 日本             | J3               | 20               | 0                | -                | -                | -                | -                | 20               | 0                |
| 総通算           | 総通算           | 総通算           | 総通算           | 351              | 12               | 36               | 1                | 20               | 2                | 406              | 15               |

| 国際大会個人成績 | 国際大会個人成績 | 国際大会個人成績 | 国際大会個人成績 | 国際大会個人成績 |
| 年度             | クラブ           | 背番号           | 出場             | 得点             |
| AFC              | AFC              | AFC              | ACL              | ACL              |
| ---------------- | ---------------- | ---------------- | ---------------- | ---------------- |
| 2007             | 川崎             | 19               | 6                | 0                |
| 2009             | 川崎             | 19               | 7                | 0                |
| 2010             | 川崎             | 19               | 6                | 0                |
| 通算             | AFC              | AFC              | 19               | 0                |

- Jリーグ初出場： 1999年11月20日 - J1 2ndステージ第13節 名古屋グランパスエイト戦 (名古屋市瑞穂公園陸上競技場)
- Jリーグ初得点： 2001年3月25日 - J2第3節 ヴァンフォーレ甲府戦 (仙台スタジアム)
- J1リーグ初得点： 2007年5月13日 - J1第11節 ヴァンフォーレ甲府戦 (山梨県小瀬スポーツ公園陸上競技場)

## 代表歴
- 2007年 日本代表候補

## 指導歴
- 2016年 - 2018年 沖縄SV
  - 2016年 - 2017年 スクール コーチ
  - 2018年 ジュニアユース 監督
- 2019年 - 2020年 東京ヴェルディ
  - 2019年 ジュニアユースコーチ 兼 青山学院大学サッカー部 コーチ
  - 2020年 ジュニアユース コーチ
- 2021年 - 2022年 帝京大学サッカー部コーチ 兼 ソルティーロファミリアサッカースクールコーチ
- 2023年 FC NossA八王子 コーチ
- 2024年 - 川崎フロンターレ
  - 2024年 U-15生田 コーチ
  - 2025年 - U-18 監督